# Chiesa di Maria Santissima di Montenero (Lagoni Rossi)
La chiesa di Maria Santissima di Montenero si trova in località Lagoni Rossi, nel comune di Pomarance.

## Storia e descrizione
Costruita negli anni trenta del XX secolo (1936) dal principe Piero Ginori-Conti su disegno dell'ingegnere Lamberto Musi, ricalca nella struttura lo stile romanico.